# ميريام آدامز
ميريام آدامز هي مصممة رقص كندية، ولدت في 29 يناير 1944 في تورونتو في كندا.